# CMP Records
CMP Records (Creative Music Productions) war ein 1977 gegründetes deutsches Plattenlabel, das zunächst ausschließlich Alben mit Jazz produzierte. Die Produktionen wurden zunächst ausschließlich von Kurt Renker verantwortet, später auch von Walter Quintus. Das Spektrum des Labels erweiterte sich um rockorientierte Fusionmusik und um nicht-europäische Musik, insbesondere aus Asien, sowie um Weltmusik.
Das Label wurde 1997 verkauft. Eine Zeit lang im Vertrieb von Edel Contraire (Hamburg) sind Alben dieses Labels aktuell (2016) von wenigen Ausnahmen abgesehen nur als Restbestände erhältlich.
Die bekanntesten Musiker mit Produktionen unter diesem Label:
- Trilok Gurtu (Perkussion)
- Joachim Kühn (Piano)
- Richie Beirach (Piano)
- Jeremy Steig
- Charlie Mariano
- Theo Jörgensmann (Klarinette)
- David Torn
- Andy Summers (ex-The Police) (Gitarre)
- Jack Bruce